# 洛江区
洛江区是福建省泉州市下辖的一个市辖区，得名於洛陽江、位於泉州中心城區東北部的洛陽江畔。東北毗鄰惠安、仙遊兩縣，西連南安市，南接豐澤區，區政府駐萬安街道萬荣街。

## 名称由来
因其轄區內有國內外著名的洛陽古橋，且境內有泉州市第二大河流——洛陽江，故取區名“洛江區”。

## 历史
古属泉州府晋江县。
1951年，析晋江县核心区域设县级泉州市。
1985年，撤销晋江地区，设立地级泉州市，原县级泉州市改设鲤城区。
1997年6月由鲤城区析出北郊乡镇成立洛江区。

## 人口
根據第七次全国人口普查數據，截至2020年11月1日零時，洛江區常住人口為247172人。
截至2022年末，洛江區常住人口25.6萬人，比上年末增加0.1萬人，人口出生率7.5‰，死亡率6.8‰，人口自然增長率0.7‰，常住人口城鎮化率為61.9%，比上年末提高0.4個百分點。年末户籍人口212889人，比上年末增加1840人，其中：男性110101人，女性102788人，户籍人口城鎮化率為33.9%，比上年末提高0.7個百分點。

## 地理
北部为山区，最高峰双髻山，海拔758米，南部濒临泉州湾。
属亚热带海洋性季风气候

## 交通
- 324国道
- 沈海高速公路

## 语言
全区通行闽南语的泉州话府城腔及海口腔。

## 教育
大学：仰恩大学
中学：泉州第十一中学

## 行政区划
洛江区下辖2个街道办事处、3个镇、1个乡：
万安街道、双阳街道、罗溪镇、马甲镇、河市镇和虹山乡。

## 风景名胜
- 惠女水库
- 仙公山
- 洛阳桥
- 双髻山
- 仰恩湖
- 蔡襄祠
- 俞大猷公园
- 施琅将军陵园